# Vente a ligar al Oeste
Pour plus de détails, voir Fiche technique et Distribution.
Vente a ligar al Oeste est un film espagnol réalisé par Pedro Lazaga, sorti en 1972.

## Fiche technique
- Titre original : Vente a ligar al Oeste
- Réalisation : Pedro Lazaga
- Scénario : Vicente Escrivá et Vicente Coello
- Production : Vicente Escrivá
- Musique : Máximo Barratas
- Photographie : Raúl Pérez Cubero
- Montage : Alfonso Santacana
- Pays d'origine :  Espagne
- Format : couleur
- Durée : 90 minutes
- Genre : Comédie, Western
- Date de sortie : 24 janvier 1972

## Distribution
- Alfredo Landa : Benito Montilla
- José Sacristán : Paco
- Antonio Ferrandis : Don Antonio
- Mirta Miller : Ursula Malone
- Tina Sáinz : Marisa